# كريسوكوريون (كافالا)
خريسوخوري (Χρυσοχώρι) وعرفت حتى عام 1926 باسمم أورغانزيلار، هي قرية تابعة لبلدية نيستوس في الوحدة الإقليمية كافالا، في منطقة مقدونيا الشرقية وتراقيا. بلغ عدد سكانها 1,818 نسمة حسب تعداد 2011. تقع في سهل نيستوس غرب النهر وجنوب خريسوبولي. تقع على بعد 35 كم من كافالا. هناك أراض صالحة للزراعة حول القرية، حيث تنتج القرية النبيذ وخمر التسيبورو والهليون. أنشأ المزارعون في المنطقة منظمة نيسبار الإنتاجية، وبدأت كمنظمة تعاونية في عام 1994 لبيع الهليون. كما تصدر الكيوي والمشمش والخوخ.
في بداية القرن العشرين كان سكانها مسلمين (229 نسمة حسب إحصائيات الجيش اليوناني لعامي 1911 و 532 حسب التعداد السكاني لعام 1913). استقرت 156 عائلة لاجئة بعد تبادل السكان، وشكل اللاجئون مجموع السكان. في تعداد عام 1928، كان عدد سكان خريسوخوري 937 نسمة وفي تعداد عام 1940 كان عددهم 1,184 نسمة. تم تعيين خريسوخوري كمقر كومونة مع برنامج كابوديسترياس وانضمت إلى بلدية خريسوبولي في عام 1997.